# Clavulina limosa
Clavulina limosa är en svampart som beskrevs av K.S. Thind & Sharda 1984. Clavulina limosa ingår i släktet Clavulina och familjen Clavulinaceae.   Inga underarter finns listade i Catalogue of Life.